# トーマス・シック
トーマス・シック（Thomas Schick, 1969年5月22日 - ）は、代数的トポロジーと微分幾何学を研究しているドイツの数学者である。

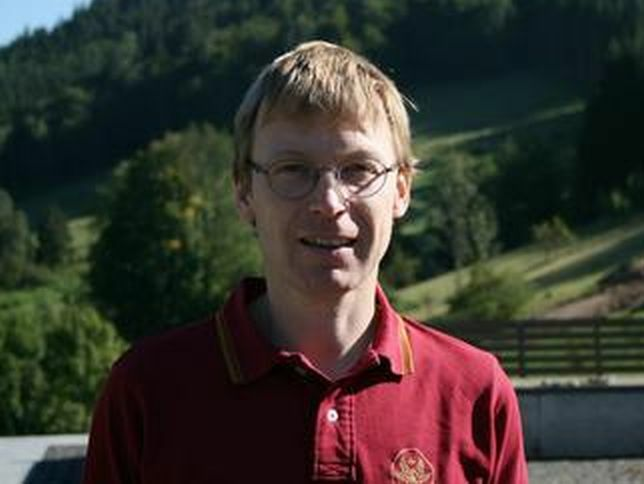
トーマス・シック（2012年　オーバーヴォルファッハにて）

## 経歴
アルツァイ出身。ヨハネス・グーテンベルク大学を卒業し、1996年にヴォルフガング・リュックの指導の下、博士号を得た（境界幾何学の多様体の分析、ホッジデラム同型写像および{\displaystyle L^{2}} -インデックス定理）。ポスト博士課程の学生としてミュンスター大学で過ごし、助教授として1998年から2000年までペンシルバニア州立大学で研究を続けていた。2000年にはミュンスターで教授になって、2001年から現在に現在までゲッティンゲン大学で教授としての活動している。

## 研究
専攻は アティヤ＝シンガーの指数定理の一般化などに使える位相不変量とK理論。
1997年、彼はグロモフ＝ローソン＝ローゼンベルグ予想に反例を考え出した。
ゲッティンゲン大学の高次構造クーラント研究センターの調整役を果たしていた。 センターの目的は、現代の理論物理学（弦理論、量子重力など）で役に立つ数学的構造であった。
シックは2016年以来、ゲッティンゲン科学アカデミーの正会員である。